# Giuseppe Pennella
Pour les articles homonymes, voir Penella.
Giuseppe Pennella (né le 8 août 1864 à Rionero in Vulture et mort le 15 septembre 1925 à Florence) est un militaire italien, un général qui combattit durant la Première Guerre mondiale.

## Biographie
Fils d'Antoine et Madeleine Plastino, Giuseppe Pennella nait à Rionero et fait ses études au collège militaire de Naples puis à l'école militaire de Modène. Il était écrivain, conférencier et musicien et fut intégré comme colonel lors du déclenchement de la guerre.

### Carrière militaire
Giuseppe Pennella est  colonel et chef d'état-major de la 4e armée. Il est commandant de la 35e division et commandant du corps expéditionnaire en Macédoine du 26 avril au 24 mai 1917 en remplacement de Carlo Petitti di Roreto et fait la campagne avec l'Armée française d'Orient avant d'être promu chef de la 8e armée de montagne par Armando Diaz et de combattre lors de la Bataille du Piave. En 1919 il est envoyé par le gouvernement italien à la tête de 85 000 hommes pour relever les troupes anglaise en Georgie pour le maintien de l'indépendance des nouveaux pays caucasiens contre la Turquie, les communistes.
À la fin de la guerre, il prend le commandement du corps d'armée de Florence, où il meurt le 15 septembre 1925 à l'âge de 61 ans.

## Hommage
Une statue lui est dédiée en sa ville natale et une autre à Giavera del Montello.